# Marwin Hitz
Marwin Hitz (Sankt Gallen, 18 september 1987) is een Zwitsers voetballer die speelt als doelman. In juli 2022 verruilde hij Borussia Dortmund voor FC Basel. Hitz debuteerde in 2015 in het Zwitsers voetbalelftal.

## Clubcarrière
Hitz werd in 1996 opgenomen in de jeugdopleiding van FC St. Gallen. Nadat hij doorstroomde naar de senioren speelde hij voor het tweede team en verhuurde de club hem aan Yverdon-Sport en FC Winterthur. Laatstgenoemde club liet Hitz debuteren in het betaald voetbal, in de Challenge League. Hij kwam dat seizoen tot vijftien optredens voor Winterthur. St. Gallen verkocht Hitz in september 2008 aan VfL Wolfsburg. Hier speelde hij voornamelijk weer in het tweede team, maar ook dertien competitiewedstrijd voor de hoofdmacht, in de Bundesliga. Hij werd in 2009 landskampioen met de club, zonder dat seizoen zelf in actie te komen.
Nadat zijn contract bij Wolfsburg afliep, stapte Hitz in juli 2013 transfervrij over naar FC Augsburg, op dat moment eveneens actief in de Bundesliga. Onder coach Markus Weinzierl kwam hij hier vervolgens vaker aan spelen toe. Op 21 februari 2015 maakte Hitz voor het eerst in zijn carrière een doelpunt. Tijdens een thuiswedstrijd tegen Bayer Leverkusen schoot hij in de blessuretijd de beslissende 2–2 achter collega-doelman Bernd Leno van Leverkusen. In de zomer van 2018 maakte Hitz transfervrij de overstap naar Borussia Dortmund, waar hij zijn handtekening zette onder een verbintenis voor de duur van drie seizoenen. Het contract van de Zwitser werd begin 2021 opengebroken en met twee seizoenen verlengd tot medio 2023. Ondanks dit contract verliet Hitz Dortmund in juli 2022 transfervrij voor FC Basel, waar hij voor drie jaar tekende. Zijn later dat jaar aflopende verbintenis werd in januari 2025 opengebroken en met een seizoen verlengd.

## Interlandcarrière
Hitz maakte in juni 2015 zijn debuut in het Zwitsers voetbalelftal, tijdens een met 3–0 gewonnen oefeninterland thuis tegen Liechtenstein. Hij nam in juni 2016 met Zwitserland deel aan het Europees kampioenschap voetbal 2016 in Frankrijk. Zwitserland werd na strafschoppen uitgeschakeld in de achtste finale door Polen (1–1, 4–5). Hitz kwam dat toernooi zelf niet in actie. Bondscoach Vladimir Petković nam hem twee jaar later ook op in de Zwitserse selectie voor het WK 2018. Hitz bedankte deze keer voor een rol als reservedoelman en ging in plaats daarvan op vakantie.
| Interlands van Marwin Hitz voor Zwitserland | Interlands van Marwin Hitz voor Zwitserland | Interlands van Marwin Hitz voor Zwitserland | Interlands van Marwin Hitz voor Zwitserland | Interlands van Marwin Hitz voor Zwitserland | Interlands van Marwin Hitz voor Zwitserland | Interlands van Marwin Hitz voor Zwitserland |
| №                                           | Datum                                       | Wedstrijd                                   | Uitslag                                     | Competitie                                  | Goals                                       |                                             |
| Als speler bij FC Augsburg                  | Als speler bij FC Augsburg                  | Als speler bij FC Augsburg                  | Als speler bij FC Augsburg                  | Als speler bij FC Augsburg                  | Als speler bij FC Augsburg                  | Als speler bij FC Augsburg                  |
| ------------------------------------------- | ------------------------------------------- | ------------------------------------------- | ------------------------------------------- | ------------------------------------------- | ------------------------------------------- | ------------------------------------------- |
| 1                                           | 10 juni 2015                                | Zwitserland – Liechtenstein                 | 3 – 0                                       | Vriendschappelijk                           |                                             |                                             |
| 2                                           | 12 oktober 2015                             | Estland – Zwitserland                       | 0 – 1                                       | EK 2016 kwalificatie                        |                                             |                                             |

Bijgewerkt op 6 januari 2025.

## Erelijst
| Competitie        |               |               |               |               |
| Competitie        | Aantal        | Jaren         |               |               |
| VfL Wolfsburg     | VfL Wolfsburg | VfL Wolfsburg | VfL Wolfsburg | VfL Wolfsburg |
| ----------------- | ------------- | ------------- | ------------- | ------------- |
| Bundesliga        | 1             | 2008/09       |               |               |
| Borussia Dortmund |               |               |               |               |
| DFB-Pokal         | 1             | 2020/21       |               |               |
| DFL-Supercup      | 1             | 2019          |               |               |